# Ганс Беттембурґ
Ганс Беттембурґ (швед. Hans Bettembourg, 28 березня 1944) — шведський важкоатлет.
Бронзовий призер Олімпійських Ігор 1972 року в категорії до 90 кг.